# Менон Самойленко, Анил
Анил Мадхаван Самойленко Менон (англ. Anil Madhavan Samoilenko Menon, род. 15 октября 1976, Миннеаполис, Миннесота, США) — американский врач и астронавт НАСА (23-й набор). Подполковник Военно-воздушных сил США. До поступления в отряд астронавтов работал лётным хирургом ВВС США и НАСА, медицинским директором SpaceX. Опыта космических полётов не имеет.

## Биография

### Ранние годы, учёба и работа
Родился 15 октября 1976 года в городе Миннеаполис (штат Миннесота) в семье иммигрантов. Отец Шункаран Менон — выходец из Индии, мать — Лиза Самойленко, украинка.
В 1995 году окончил среднюю школу в городе Сент-Пол (штат Миннесота) и поступил в Гарвардский университет в Кембридже (Массачусетс), который окончил в 1999 году и получил степень бакалавра по нейробиологии. После окончания университета один год работал в Индии в качестве стипендиата стипендии Ротари, занимался проблемами вакцинации против полиомиелита. В 2004 году окончил Стэнфордский университет, где изучал инженерное дело, получил степень магистра по механике. Продолжил обучение на медицинском факультете Стэнфордского университета, изучал и работал над кодированием моделей мягких тканей в Исследовательском центре НАСА имени Эймса в Кремниевой долине (штат Калифорния). В 2006 году окончил медицинский факультет и получил степень доктора медицины. Во время стажировки в резидентуре по неотложной медицине того же университета поступил на службу в ВВС Национальной гвардии штата Калифорния.
В 2009 году окончил клиническую ординатуру Стэнфордского университета по экстренной медицинской помощи и был направлен в Афганистан для участия в операции «Несокрушимая свобода», также работал в Гималайской ассоциации спасения, оказывал помощь альпинистам на горе Эверест. В 2010 году окончил ординатуру по медицине экстремальных условий среды. В качестве сотрудника аварийно-спасательной службы принимал участие в ликвидации последствий землетрясения 2010 года на Гаити и катастрофы в Рино на авиашоу Reno Air Show в 2011 году.
Затем был переведен на службу лётным хирургом в 173-й истребительном авиаполку, во время обучения в клинической ординатуре Техасского университета дважды принимал участие в командировках в составе авиатранспортной группы интенсивной терапии ВВС США, для лечения и транспортировки раненых военнослужащих. Совершил более 100 боевых вылетов на истребителе F-15 и перевёз более 100 пациентов. В 2012 году окончил клиническую ординатуру в медицинском отделении Техасского университета по авиационно-космической медицине, и в том же году получил степень магистра по здравоохранению.

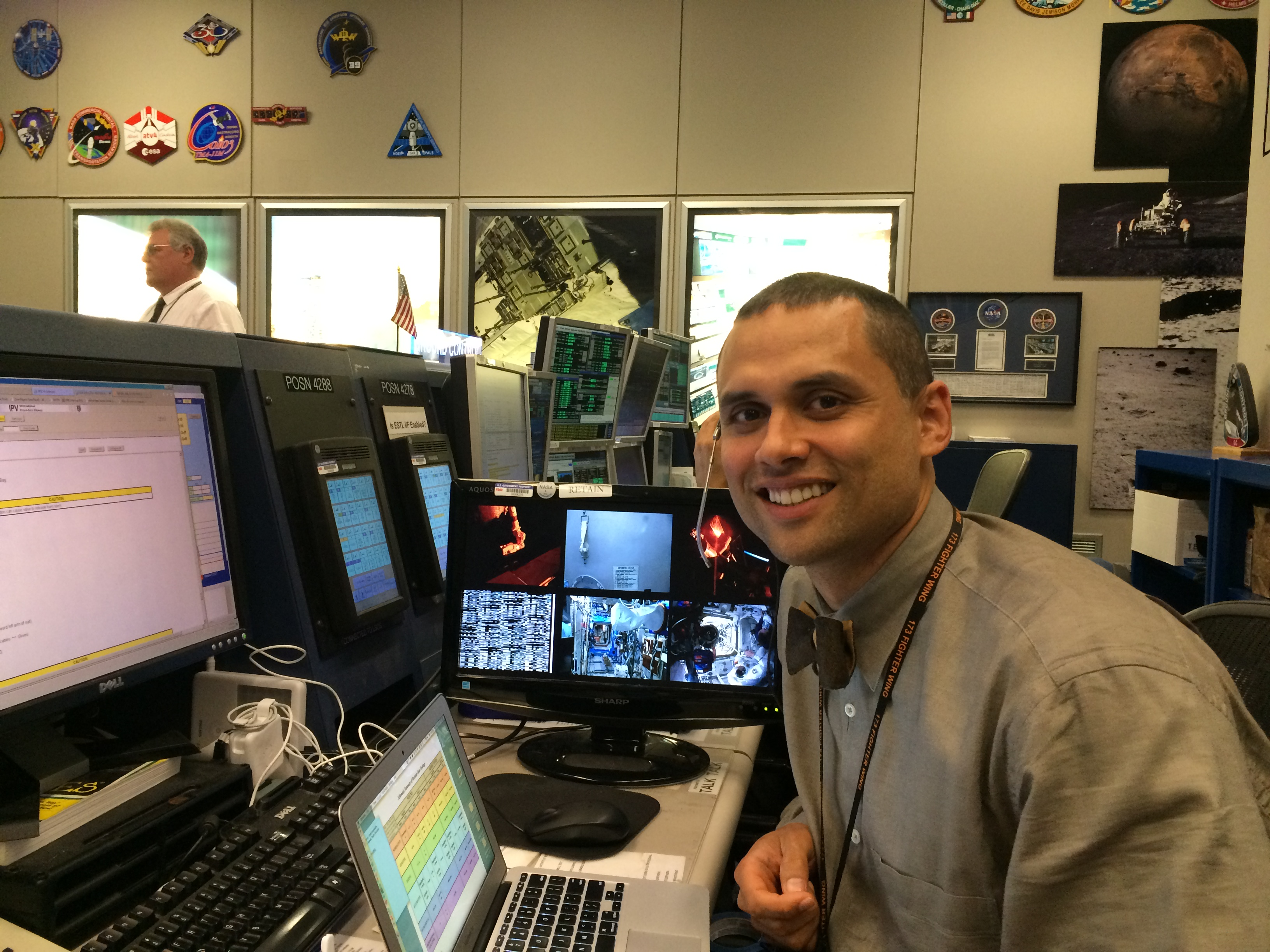
А. Менон в Центре управления полётами в Хьюстоне

Позднее был переведен в резерв ВВС и был зачислен в состав 45-й оперативной группы 3-го отделения 45-го космического крыла ВВС США, занимающейся медицинским обеспечением космических полётов. С 2014 года работал лётным хирургом НАСА, был заместителем главного врача американской части экипажа кораблей «Союз ТМА-13М» и «Союз ТМА-17М», а также главным врачом экипажа «Союз МС-06». В качестве сотрудника аварийно-спасательной службы принимал участие в ликвидации последствий землетрясения в 2015 года в Непале. К концу 2021 года имел общий налет составлял более 1000 часов, подполковник ВВС США.
В 2018 году перешёл на работу в компанию SpaceX, где был ведущим лётным хирургом в период подготовки и проведения первых пяти пилотируемых полётов корабля Crew Dragon. В это же время продолжал медицинскую практику в различных центрах неотложной медицинской помощи, в том числе в Калифорнийской больнице и Седарс-Синайском медицинском центре в Лос-Анджелесе, а позже в отделении неотложной помощи Техасского университета в Техасском медицинском центре. Имеет более 20 публикаций научных статей по неотложной медицине и космической медицине.

### Космическая подготовка
В 2008 году участвовал в 20-м наборе астронавтов НАСА, был одним из 113 кандидатов в астронавты-финалистов вызванных на обследование в Космический центр имени Джонсона, но в отряд принят не был.
6 декабря 2021 года был зачислена в отряд астронавтов НАСА в составе 23-го набора в качестве кандидата в астронавты, был одним из десяти кандидатов, отобранных в составе группы. В январе 2022 года в Космическом центре имени Линдона Джонсона в Хьюстоне (штат Техас), приступил к прохождению курса базовой общекосмической подготовки, который успешно завершил 5 марта 2024 года и получила статус активного астронавта НАСА.
В феврале 2025 года включён в основной состав космической экспедиции экспедиции МКС-75 и экипажа ТПК «Союз МС-29», старт которого запланирован на июнь 2026 года.

## Награды
- Похвальная медаль ВВС;
- Медаль за добровольную службу в Военно-воздушных силах (Air Force Voluntary Service Medal)[1].

## Семья
Анил женат с 2016 года на Анне Менон — специалисте полёта в составе экипажа космической миссии Polaris Dawn, старт которой состоялся 10 сентября 2024 года. В семье двое детей: сын — Джеймс (2018 г.р.) и дочь — Грейс Элизабет (2020 г.р).

## Увлечения
Увлекается гонками на выбывание (типа Ironman и Kokoro), любит походы с семьей.